# Lago di Tesero (Sportstätte)

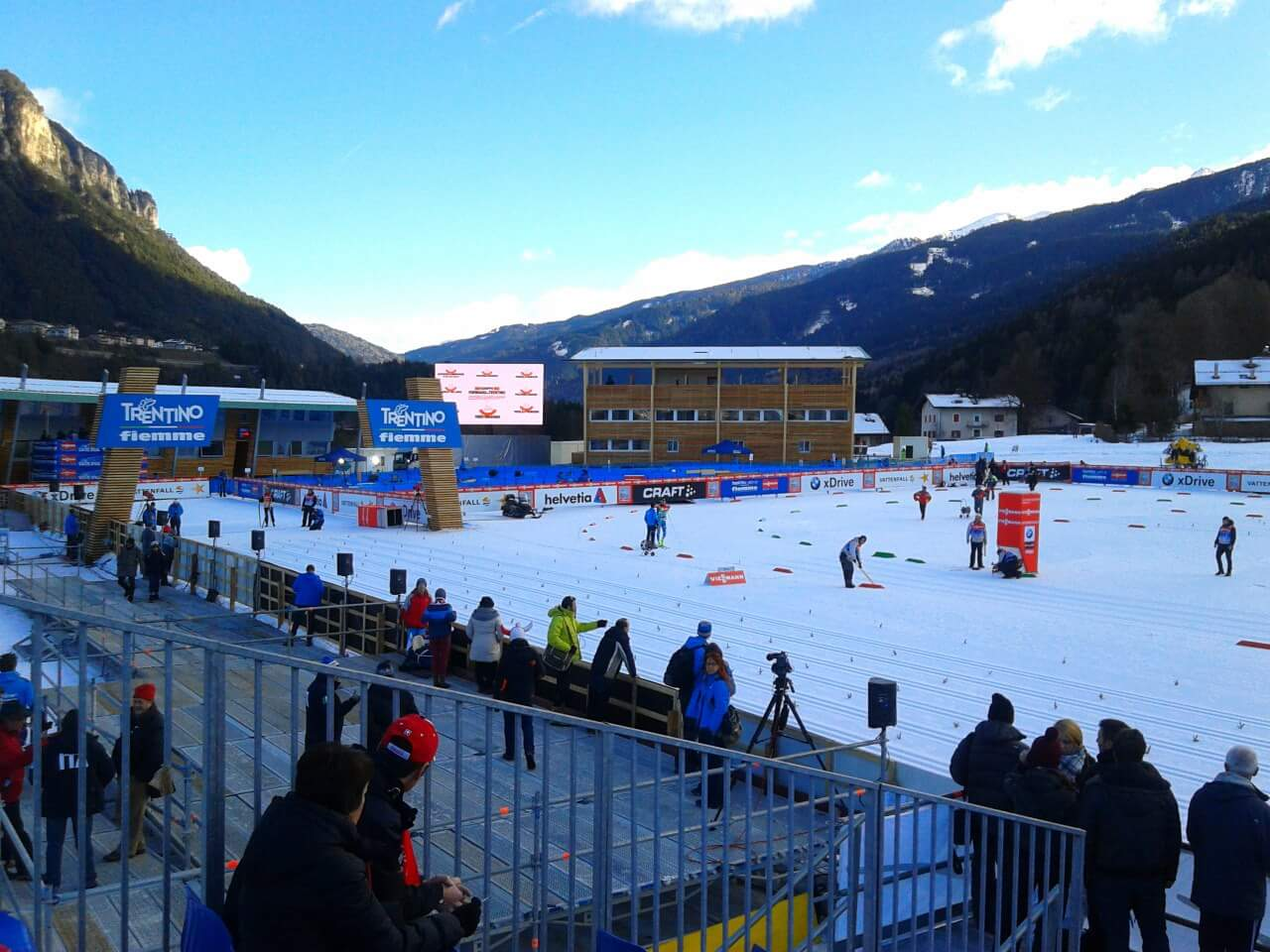
Lago di Tesero bei der Tour de Ski 2012/13

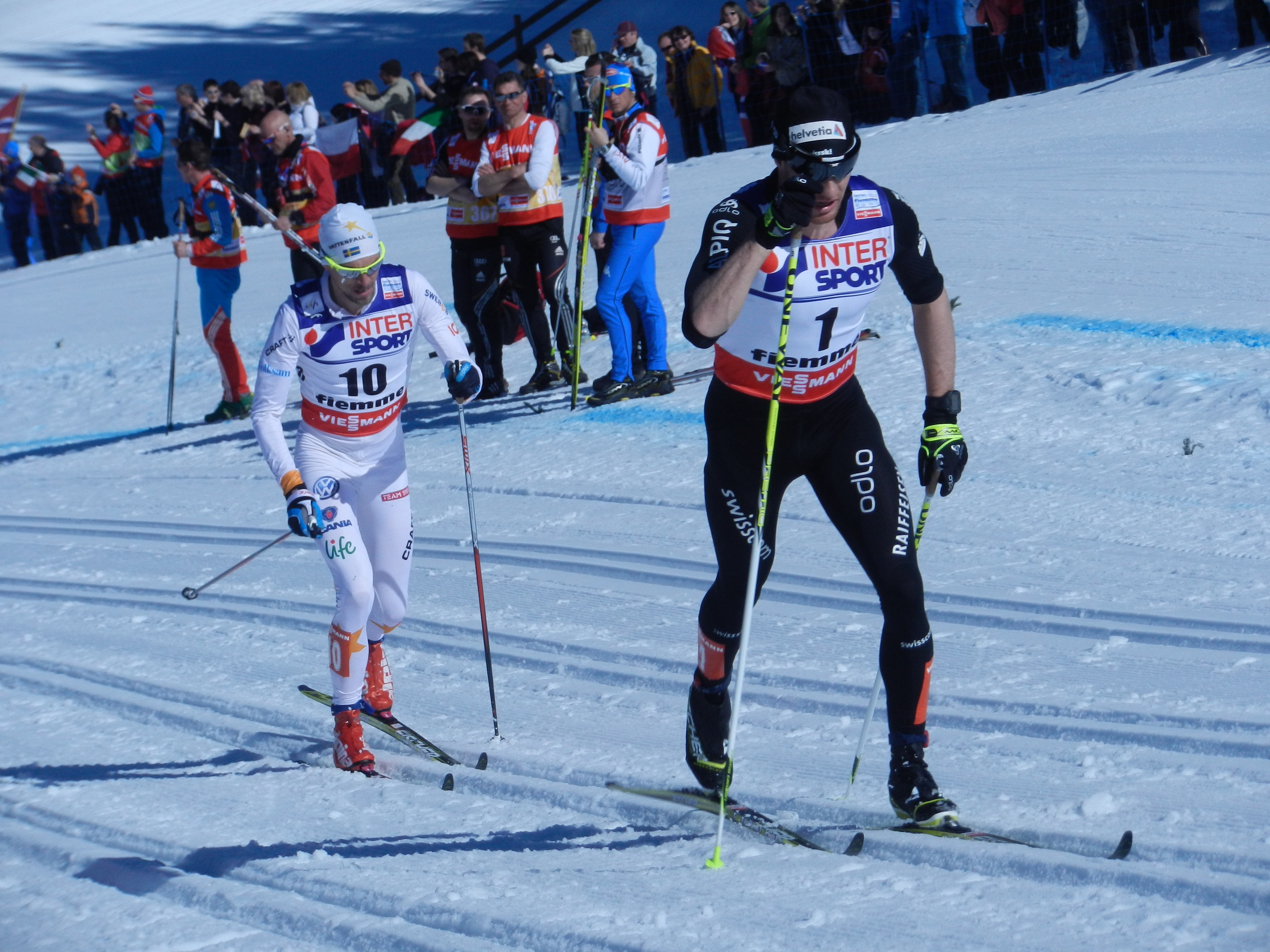
Dario Cologna und Johan Olsson auf den Loipen von Lago di Tesero bei der WM 2013

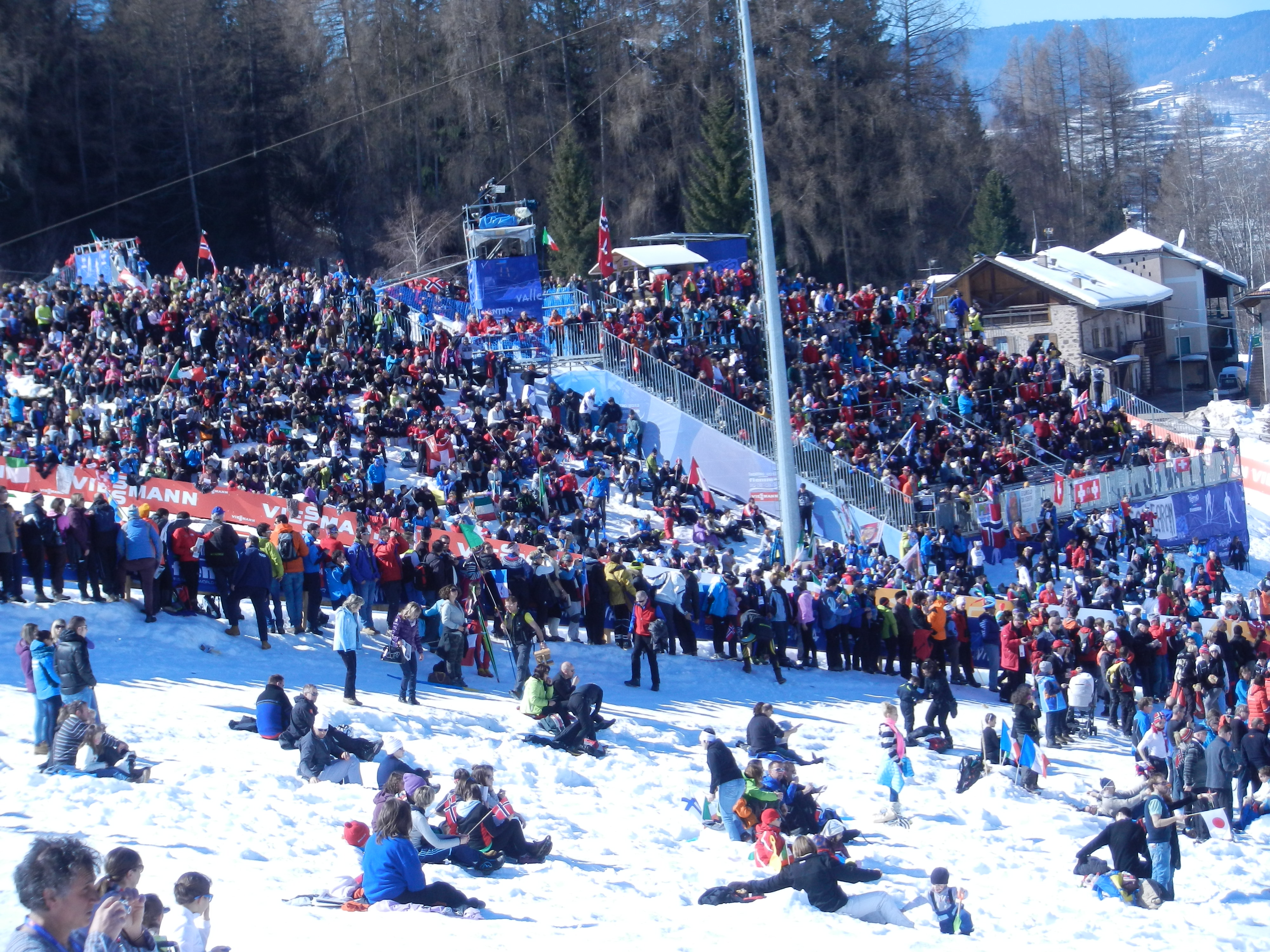
Vorübergehende Zuschauerränge zur WM 2013

Lago di Tesero (offiziell Stadio del fondo di Lago di Tesero) ist ein Skilanglaufzentrum im Süden der italienischen Gemeinde Tesero im Fleimstal. Es gehört zur „Scuola Italiana Sci Lago di Tesero“, der Ausbildungsschule des italienischen Skiverbandes.

## Sportstätten
Lago di Tesero umfasst im Winter insgesamt 18 Kilometer präparierte Loipen. Im Start- & Zielbereich der Langlaufloipen befinden sich Anlagen für Biathlon, Rollski und Eiskunstlauf. Die Zuschauertribünen an der Langlaufstrecke bieten Platz für 50.000 Zuschauer. Der Betrieb ist jährlich von Dezember bis Mitte März möglich, kann aber bei Bedarf dank der flächendeckenden Kunstbeschneiung mittels Schneekanonen und Beschneiungsgiraffen auch darüber hinaus sowie trotz Schneemangel erfolgen.

## Geschichte
Die Anlage der ersten Loipen erfolgte in den 1960er Jahren. In den 1980er Jahren plante man den Aufbau eines Langlaufzentrums, da der Verband eine Bewerbung für Nordische Skiweltmeisterschaften in Betracht zog. Im Lago di Tesero fanden erste nordische Skiweltmeisterschaften 1991 und 2003 statt.

## Veranstaltungen
Nach einer umfassenden Renovierung des Zentrums von 2010 bis 2012 waren 2013 erneut 7,5 km der Loipen in Lago di Tesero Austragungsort der Skilanglauf-Wettbewerbe bei den Nordischen Skiweltmeisterschaften.
Zudem finden auf den Loipen fast jährlich Rennen im Rahmen des Skilanglauf-Weltcups statt. Das Skizentrum ist auch jedes Jahr seit der ersten Saison 2006/07  Etappenort der Tour de Ski.
Die Anlage gehört einmal jährlich zur Strecke des legendären, zur Worldloppet-Serie gehörenden Skilanglaufmarathons Marcialonga.
Außerdem finden nationale Meisterschaften und Pokale regelmäßig im Winter auf den Loipen statt.
2018 wurde Tesero vom Nationalen Olympischen Komitee Italiens als Austragungsort der Langlaufwettbewerbe für die Olympiakandidatur Mailands und Cortina d’Ampezzos für die Olympischen Winterspiele 2026 festgelegt.